# Village étape
Ne doit pas être confondu avec Village-relais ou Village de vacances.
Pour les articles homonymes, voir Village (homonymie).
Village étape est un label officiel français attribué à des communes de moins de 5 000 habitants situées à proximité d'un grand axe routier national, c'est-à-dire autoroutes gratuites ou routes nationales et disposant de tous les commerces et services pour la pause sur la route (hôtel, restaurant, commerces alimentaires, aire de jeux, aire de pique-nique...). 

## Description
Les villages étapes se présentent comme des alternatives aux aires de services. Situés à moins de 5 minutes d'un axe routier national, les communes labellisées ne dépassent pas 5 000 habitants. Elles sont identifiables grâce aux panneaux routiers « Village étape ».
L'appellation « Village étape » est attribuée par le ministère chargé des Transports et de l'Équipement (actuellement le ministère de la Transition écologique et de la Cohésion des territoires) aux communes ayant déposé un dossier de candidature, répondant aux critères d'admissibilité et respectant une charte de qualité en matière d'équipements, de services et d'accueil. Le label, attribué pour cinq ans, est renouvelable aux mêmes conditions.

## Historique
L'idée du label naît en 1992, quand les acteurs locaux du département de la Haute-Vienne se réunissent pour soutenir les communes déviées par l'autoroute A20 avec pour projet d'obtenir une dérogation à la signalisation autoroutière afin de communiquer sur les services présents dans les villages déviés[réf. nécessaire].
En 1993, le concept est formalisé,. La direction départementale de l'Équipement, la chambre de commerce et d'industrie de la Haute-Vienne et la direction générale des Routes du ministère de l'Équipement posent les bases de la charte qualité permettant d'obtenir le label.
Le lancement d'une expérimentation intervient en 1995 avec les villages de Bessines-sur-Gartempe et Magnac-Bourg sur l'autoroute A20.
La Commission nationale consultative des villages étapes est créée en 2000,,.
La Fédération nationale des villages étapes (FNVE), dont le siège se situe à la CCI de Limoges, est déclarée en 2003 avec pour missions la représentation des villages étapes auprès des partenaires, le respect de la charte de qualité et le développement du réseau.
La nouvelle charte qualité est officialisée par arrêté en 2006.
En 2007, les villages étapes accueillent une délégation composée de représentants du ministère des Transports du Québec pour la création des villages-relais.
En 2014, la fédération change de logo et de nom, devenant la Fédération française des villages étapes (FFVE).

## Liste des villages labellisés

### Villages actuels
En avril 2025, 78 communes françaises sont labellisées, réparties sur une trentaine d'axes routiers :
| Commune                         | Département        | Région                     | Route | Année | Année  |
| ------------------------------- | ------------------ | -------------------------- | ----- | ----- | ------ |
| Dompierre-sur-Besbre            | Allier             | Auvergne-Rhône-Alpes       | RN79  | 2014  | [ 8 ]  |
| Lapalisse                       | Allier             | Auvergne-Rhône-Alpes       | RN7   | 2006  | [ 9 ]  |
| Montmarault                     | Allier             | Auvergne-Rhône-Alpes       | RN79  | 2012  | [ 10 ] |
| Varennes-sur-Allier             | Allier             | Auvergne-Rhône-Alpes       | RN7   | 2020  | [ 11 ] |
| Massiac                         | Cantal             | Auvergne-Rhône-Alpes       | A75   | 2001  | [ 12 ] |
| La Mure                         | Isère              | Auvergne-Rhône-Alpes       | RN85  | 2018  | [ 13 ] |
| Moûtiers                        | Savoie             | Auvergne-Rhône-Alpes       | RN90  | 2020  | [ 14 ] |
| Charolles                       | Saône-et-Loire     | Bourgogne-Franche-Comté    | RN79  | 2006  | [ 15 ] |
| Pougues-les-Eaux                | Nièvre             | Bourgogne-Franche-Comté    | A77   | 2008  | [ 16 ] |
| Belle-Isle-en-Terre             | Côtes-d'Armor      | Bretagne                   | RN12  | 2017  | [ 17 ] |
| Broons                          | Côtes-d'Armor      | Bretagne                   | RN12  | 2018  | [ 18 ] |
| Châtelaudren                    | Côtes-d'Armor      | Bretagne                   | RN12  | 2022  | [ 19 ] |
| Jugon-les-Lacs                  | Côtes-d'Armor      | Bretagne                   | RN176 | 2018  | [ 20 ] |
| Merdrignac                      | Côtes-d'Armor      | Bretagne                   | RN164 | 2017  | [ 21 ] |
| Rostrenen                       | Côtes d'Armor      | Bretagne                   | RN164 | 2023  |        |
| Châteauneuf-du-Faou             | Finistère          | Bretagne                   | RN164 | 2021  | [ 22 ] |
| Le Faou                         | Finistère          | Bretagne                   | RN165 | 2022  | [ 23 ] |
| Saint-Thégonnec                 | Finistère          | Bretagne                   | RN12  | 2012  | [ 24 ] |
| Bédée                           | Ille-et-Vilaine    | Bretagne                   | RN12  | 2009  | [ 25 ] |
| Châteaubourg                    | Ille-et-Vilaine    | Bretagne                   | RN157 | 2020  | [ 26 ] |
| Crevin                          | Ille-et-Vilaine    | Bretagne                   | RN137 | 2019  | [ 27 ] |
| Dol-de-Bretagne                 | Ille-et-Vilaine    | Bretagne                   | RN176 | 2012  | [ 28 ] |
| Grand-Fougeray                  | Ille-et-Vilaine    | Bretagne                   | RN137 | 2010  | [ 29 ] |
| Plélan-le-Grand                 | Ille-et-Vilaine    | Bretagne                   | RN24  | 2014  | [ 30 ] |
| Saint-Brice-en-Coglès           | Ille-et-Vilaine    | Bretagne                   | A84   | 2004  | [ 31 ] |
| Saint-Méen-le-Grand             | Ille-et-Vilaine    | Bretagne                   | RN164 | 2017  | [ 32 ] |
| Elven                           | Morbihan           | Bretagne                   | RN166 | 2004  |        |
| Josselin                        | Morbihan           | Bretagne                   | RN24  | 2012  | [ 33 ] |
| Locminé                         | Morbihan           | Bretagne                   | RN24  | 2021  |        |
| Muzillac                        | Morbihan           | Bretagne                   | RN165 | 2016  | [ 34 ] |
| Bonneval                        | Eure-et-Loir       | Centre-Val de Loire        | RN10  | 2025  | [ 35 ] |
| Cloyes-sur-le-Loir              | Eure-et-Loir       | Centre-Val de Loire        | RN10  | 2017  | [ 36 ] |
| Éguzon                          | Indre              | Centre-Val de Loire        | A20   | 1997  | [ 37 ] |
| Vatan                           | Indre              | Centre-Val de Loire        | A20   | 1997  | [ 38 ] |
| Launois-sur-Vence / Poix-Terron | Ardennes           | Grand Est                  | A34   | 2010  |        |
| Rocroi                          | Ardennes           | Grand Est                  | A304  | 2012  | [ 39 ] |
| Joinville                       | Haute-Marne        | Grand Est                  | RN67  | 2014  | [ 40 ] |
| Sézanne                         | Marne              | Grand Est                  | RN4   | 2023  |        |
| Baccarat                        | Meurthe-et-Moselle | Grand Est                  | RN59  | 2025  | [ 41 ] |
| Ligny-en-Barrois                | Meuse              | Grand Est                  | RN4   | 2005  |        |
| Plombières-les-Bains            | Vosges             | Grand Est                  | RN57  | 2014  |        |
| Bergues                         | Nord               | Hauts-de-France            | RN225 | 2023  |        |
| Villers-Bocage                  | Calvados           | Normandie                  | A84   | 2004  |        |
| Ducey                           | Manche             | Normandie                  | A84   | 2001  |        |
| Sainte-Mère-Église              | Manche             | Normandie                  | RN13  | 2018  |        |
| Torigni-sur-Vire                | Manche             | Normandie                  | A84   | 2004  |        |
| Villedieu-les-Poêles            | Manche             | Normandie                  | A84   | 2002  |        |
| Le Mêle-sur-Sarthe              | Orne               | Normandie                  | RN12  | 2017  |        |
| Tourouvre                       | Orne               | Normandie                  | RN12  | 2013  |        |
| Neufchâtel-en-Bray              | Seine-Maritime     | Normandie                  | A28   | 2020  | [ 42 ] |
| Barbezieux-Saint-Hilaire        | Charente           | Nouvelle-Aquitaine         | RN10  | 2015  |        |
| Chabanais                       | Charente           | Nouvelle-Aquitaine         | RN141 | 2019  |        |
| Jarnac                          | Charente           | Nouvelle-Aquitaine         | RN141 | 2019  |        |
| Mansle                          | Charente           | Nouvelle-Aquitaine         | RN10  | 2019  |        |
| Donzenac                        | Corrèze            | Nouvelle-Aquitaine         | A20   | 1998  |        |
| Uzerche                         | Corrèze            | Nouvelle-Aquitaine         | A20   | 1996  |        |
| Gouzon                          | Creuse             | Nouvelle-Aquitaine         | RN145 | 2008  |        |
| La Souterraine                  | Creuse             | Nouvelle-Aquitaine         | RN145 | 2000  | [ 5 ]  |
| Mauléon                         | Deux-Sèvres        | Nouvelle-Aquitaine         | RN249 | 2016  |        |
| Vivonne                         | Vienne             | Nouvelle-Aquitaine         | RN10  | 2003  |        |
| Vouillé                         | Vienne             | Nouvelle-Aquitaine         | RN149 | 2014  |        |
| Bellac                          | Haute-Vienne       | Nouvelle-Aquitaine         | RN147 | 2010  |        |
| Bessines-sur-Gartempe           | Haute-Vienne       | Nouvelle-Aquitaine         | A20   | 1995  |        |
| Magnac-Bourg                    | Haute-Vienne       | Nouvelle-Aquitaine         | A20   | 1995  |        |
| Pierre-Buffière                 | Haute-Vienne       | Nouvelle-Aquitaine         | A20   | 1998  |        |
| Baraqueville                    | Aveyron            | Occitanie                  | RN88  | 2018  |        |
| Laissac                         | Aveyron            | Occitanie                  | RN88  | 2016  |        |
| Naucelle                        | Aveyron            | Occitanie                  | RN88  | 2018  |        |
| Martres-Tolosane                | Haute-Garonne      | Occitanie                  | A64   | 2024  |        |
| Vic-Fezensac                    | Gers               | Occitanie                  | RN124 | 2023  |        |
| Le Caylar                       | Hérault            | Occitanie                  | A75   | 2013  |        |
| Aumont-Aubrac                   | Lozère             | Occitanie                  | A75   | 2002  |        |
| Florac                          | Lozère             | Occitanie                  | RN106 | 2014  |        |
| La Canourgue                    | Lozère             | Occitanie                  | A75   | 2006  |        |
| Brens                           | Tarn               | Occitanie                  | A68   | 2014  |        |
| Puylaurens                      | Tarn               | Occitanie                  | RN126 | 2024  |        |
| Chorges                         | Hautes-Alpes       | Provence-Alpes-Côte d'Azur | RN94  | 2018  | [ 43 ] |
| Saint-Bonnet-en-Champsaur       | Hautes-Alpes       | Provence-Alpes-Côte d'Azur | RN85  | 2022  | [ 44 ] |

### Anciens villages
| Commune                | Département  | Région                     | Route | Début | Début  | Fin  | Fin    |
| ---------------------- | ------------ | -------------------------- | ----- | ----- | ------ | ---- | ------ |
| Guillestre             | Hautes-Alpes | Provence-Alpes-Côte d'Azur | RN94  | 2020  | [ 45 ] | 2025 | [ 46 ] |
| L'Argentière-la-Bessée | Hautes-Alpes | Provence-Alpes-Côte d'Azur | RN94  | 2020  | [ 47 ] | 2025 | [ 48 ] |

## Critères d'admissibilité
Afin d'être labellisée, une commune se doit de répondre aux exigences suivantes : 
- avoir une population maximale de 5 000 habitants ;
- être située à moins de 5 kilomètres ou 5 minutes d'un axe routier national (en excluant les autoroutes privées) ;
- disposer d'équipements et de commerces nécessaires à satisfaire l'usager de la route lors de sa pause, c'est-à-dire : proposer systématiquement un stationnement facilité, des toilettes entretenues et accessibles aux personnes handicapées, des tables de pique-nique et aires de jeux ainsi qu'une borne de services pour camping-car. En termes de commerces, les Villages étapes doivent être dotés au moins d'un hôtel, de restaurant, de boulangerie, boucherie, épicerie.

## Signalisation
Les villages étapes sont représentés par l'idéogramme routier ID28.
Les panneaux D44 et D45, placés en bord de route pour annoncer les villages étapes, sont créés en 2008 (avec modification en 2011) :
- D44 : signalisation avancée ;
- D45 : présignalisation à 20 kilomètres environ.

De haut en bas, ils comportent :
- sur D45, un cartouche E42 identifiant la route ;
- deux registres rectangulaires superposés :
  - l'un de ces registres (celui du bas sur D44, celui du haut sur D45) comporte :
    - en première ligne le nom du village étape,
    - en seconde ligne l'idéogramme ID28 suivi de la mention : « village étape » ;

  - l'autre registre :
    - sur D44, est similaire au panneau D41a (indiquant le numéro de sortie grâce au symbole SE2b ou SE2c, suivi de la distance jusqu'au village étape) ;
    - sur D45, indique la distance en kilomètres jusqu'au village étape ;
- des panneaux CE indiquant les principaux services obligatoires présents dans le village étape (trois ou six sur D44, trois sur D45).

- Panneaux de signalisation annonçant Charolles
comme village étape sur la RN79
- Panneau D44 : signalisation avancée.
- Panneau D45 : présignalisation à 20 km environ.